# Pyrgauchenia brevinota
Pyrgauchenia brevinota är en insektsart som beskrevs av William D. Funkhouser 1932. Pyrgauchenia brevinota ingår i släktet Pyrgauchenia och familjen hornstritar. Inga underarter finns listade i Catalogue of Life.